# Love in Sadness
Love in Sadness (en hangul, 슬플 때 사랑한다; romanización revisada, Seulpeul Ttae Saranghanda; literalmente, «Te amo cuando estoy triste») es una serie de televisión surcoreana de 2019, dirigida por Choi Yi-sub y Yoo Beom-sang, y protagonizada por Ji Hyun-woo, Park Han-byul, Ryu Soo-young y Wang Bit-na. Es una adaptación de la serie japonesa de 1999 Beauti, de TBS. Se transmitió en bloques de cuatro episodios todos los sábados por el canal MBC, del 23 de febrero al 27 de abril de 2019.

## Sinopsis
Yoon Ma-ri (Park Ha-na/Park Han-byul) tiene un matrimonio infeliz con Kang In-wook (Ryu Soo-young), un marido de clase chaebol, abusivo y posesivo hasta la obsesión. Conoce a Seo Jung-won (Ji Hyun-woo), un cirujano plástico de buen corazón. Después de ver el abuso que recibe, Seo Jung-won le opera la cara para ayudarla a comenzar una nueva vida con una nueva identidad.

## Reparto

### Principal
- Ji Hyun-woo como Seo Jung-won (37 años).[5][6]
- Park Han-byul como Yoon Ma-ri (37 años).[5][6]
- Ryu Soo-young como Kang In-wook (38 años).[5][6]
- Wang Bit-na como Joo Hae-ra (37 años).[5][6]

### Secundario

#### Entorno de Jung-won
- Moon Hee-kyung como Lim Yeon-hwa (64 años), la madre de Jung-won. Era médica.[7]

#### Cirugía Plástica Seo & Ha
- Go Joo-won como Ha Seong-ho (37 años), director de Cirugía Plástica en Seo & Ha. Amigo y rival de Jung-won.[7]
- Hwang Jung-in como Park Na-yeon (28 años), enfermera.
- Park Sang-shin como Kim Bong-woo (34 años), anestesiólogo.

#### Entorno de Ma-ri
- Kim Yeong-ryeong como Lee Kyung-hee (52 años), la madre de Ma-ri.[7]
- Kim Yun-joo como Choi Woo-sun (32 años), amiga de Mari. Trabaja en una academia de arte.

#### Entorno de In-wook
- Jeong Won-jung como Gang Il-guk (66 años), el padre de In-wook. Es el presidente del Grupo Geonha.[7]
- Kook Jung-sook como Moon Hye-sook (52 años), la madrastra de In-wook.
- Jung Sung-hoon como Kang In-sang (17 años), hermanastro de In-wook.
- Kang Sung-wook como Kim (29 años), el secretario de In-wook.
- Go Woo-ri como Oh Cheol-young (32 años), exdetective empleada por In-wook.[8]

#### Entorno de Hae-ra
- Heo Eun-jeong como Eun Jung (22 años), trabaja en la Galería Gyeong.

### Apariciones especiales
- Park Ha-na como Yoon Ma-ri antes de la operación.[9]
- Kim Beop-rae como abogada de familia (ep. 36).

## Producción
La serie está escrita por Song Jung-rim (Miss Ajumma,  Secrets of Women) y dirigida por Choi Yi-sub (Miss Ripley, Working Mom Parenting Daddy) y Yoo Beom-sang.
La primera lectura del guion tuvo lugar a finales de noviembre de 2018 en la MBC Broadcasting Station en Sangam, Corea del Sur. La producción se presentó el 21 de febrero de 2019 en las instalaciones de MBC en Mapo-gu, Seúl.
La serie se vio envuelta en dos polémicas: antes de su estreno, los internautas comparaban Love in Sadness con la serie de fin de semana Let Me Introduce Her, emitido por SBS en 2018, por los puntos comunes que se pueden apreciar en la trama de ambas. De hecho, la misma productora DK E&M había denunciado el posible plagio en septiembre de 2017, aunque SBS rechazó las acusaciones. Por otra parte, hacia el final del período de emisión se supo que el marido de Park Han-byul estaba relacionado de alguna manera con el incidente del Burning Sun, y la propia actriz fue llamada a declarar como testigo. Todo ello determinó que se multiplicaran las críticas sobre aquella, que se vio obligada a disculparse públicamente.

## Audiencia
| Episodio | Fecha de emisión      | Título                                                                           | Índices de audiencia | Índices de audiencia | Índices de audiencia |
| Episodio | Fecha de emisión      | Título                                                                           | AGB Nielsen          | AGB Nielsen          | TNmS                 |
| Episodio | Fecha de emisión      | Título                                                                           | Nacional             | Seúl                 | Nacional             |
| --- | --------------------- | -------------------------------------------------------------------------------- | -------------------- | -------------------- | -------------------- |
| 1 | 23 de febrero de 2019 | Mañana me muero (나는 내일 죽습니다)                                             | 9,7 % (10.ª)         | 8,9 % (13.ª)         | 11,0 %               |
| 2 | 23 de febrero de 2019 | Mañana me muero (나는 내일 죽습니다)                                             | 10,5 % (7.ª)         | 9,8 % (9.ª)          | 12,3 %               |
| 3 | 23 de febrero de 2019 | Eres mi esperanza (당신은 나의 희망입니다)                                       | 9,7 % (10.ª)         | 9,7 % (11.ª)         | 10,5 %               |
| 4 | 23 de febrero de 2019 | Eres mi esperanza (당신은 나의 희망입니다)                                       | 9,9 % (9.ª)          | 9,8 % (9.ª)          | 10,6 %               |
| 5 | 2 de marzo de 2019    | Tú me haces vivir otra vez (당신은 나를 다시 살아나게 해요)                      | 11,1 % (8.ª)         | 10,4 % (8.ª)         | 10,9 %               |
| 6 | 2 de marzo de 2019    | Tú me haces vivir otra vez (당신은 나를 다시 살아나게 해요)                      | 13,0 % (5.ª)         | 12,2 % (7.ª)         | 12,7 %               |
| 7 | 2 de marzo de 2019    | Dime (나에게 말해주세요)                                                         | 10,3 % (11.ª)        | 9,5 % (11.ª)         | 10,4 %               |
| 8 | 2 de marzo de 2019    | Dime (나에게 말해주세요)                                                         | 10,9 % (9.ª)         | 9,9 % (9.ª)          | 11,1 %               |
| 9 | 9 de marzo de 2019    | El miedo viene a mí (두려움이 나를 찾아와)                                       | 12,0 % (6.ª)         | 11,2 % (7.ª)         | 11,1 %               |
| 10 | 9 de marzo de 2019    | El miedo viene a mí (두려움이 나를 찾아와)                                       | 13,0 % (4.ª)         | 11,9 % (6.ª)         | 11,9 %               |
| 11 | 9 de marzo de 2019    | Si te quedas conmigo (당신이 곁에 있어준다면)                                    | 11,4 % (8.ª)         | 10,6 % (10.ª)        | 10,0 %               |
| 12 | 9 de marzo de 2019    | Si te quedas conmigo (당신이 곁에 있어준다면)                                    | 11,5 % (7.ª)         | 10,8 % (9.ª)         | 10,3 %               |
| 13 | 16 de marzo de 2019   | Tengo suerte de haberte conocido (당신을 만난 건 행운입니다)                     | 10,5 % (7.ª)         | 9,5 % (9.ª)          | 10,0 %               |
| 14 | 16 de marzo de 2019   | Tengo suerte de haberte conocido (당신을 만난 건 행운입니다)                     | 11,3 % (6.ª)         | 10,3 % (7.ª)         | 11,2 %               |
| 15 | 16 de marzo de 2019   | Tu amor permanece en mi corazón (당신의 사랑이 나의 마음에 머물러)               | 9,4 % (11.ª)         | 9,0 % (12.ª)         | 8,9 %                |
| 16 | 16 de marzo de 2019   | Tu amor permanece en mi corazón (당신의 사랑이 나의 마음에 머물러)               | 9,6 % (10.ª)         | 9,1 % (11.ª)         | 9,1 %                |
| 17 | 23 de marzo de 2019   | Me atrapó la magia del amor (사랑의 마법에 걸렸어요)                             | 9,9 % (8.ª)          | 9,5 % (10.ª)         | 9,7 %                |
| 18 | 23 de marzo de 2019   | Me atrapó la magia del amor (사랑의 마법에 걸렸어요)                             | 10,9 % (7.ª)         | 10,7 % (7.ª)         | 10,5 %               |
| 19 | 23 de marzo de 2019   | Estoy feliz de estar en tu corazón (당신의 마음을 알게 되어 기쁩니다)            | 9,1 % (13.ª)         | 9,1 % (13.ª)         | 8,5 %                |
| 20 | 23 de marzo de 2019   | Estoy feliz de estar en tu corazón (당신의 마음을 알게 되어 기쁩니다)            | 9,6 % (9.ª)          | 9,2 % (12.ª)         | 8,8 %                |
| 21 | 30 de marzo de 2019   | ¿Puedo confesarlo, mi amor? (고백해도 될까요, 내 사랑을)                         | 8,8 % (12.ª)         | 8,0 % (14.ª)         | 9,0 %                |
| 22 | 30 de marzo de 2019   | ¿Puedo confesarlo, mi amor? (고백해도 될까요, 내 사랑을)                         | 10,4 % (6.ª)         | 9,7 % (8.ª)          | 10,4 %               |
| 23 | 30 de marzo de 2019   | Cuando la tristeza sin fin canta en mi corazón (끝없는 슬픔이 내 마음을 적실 때) | 8,1 % (15.ª)         | 7,6 % (16.ª)         | 8,5 %                |
| 24 | 30 de marzo de 2019   | Cuando la tristeza sin fin canta en mi corazón (끝없는 슬픔이 내 마음을 적실 때) | 8,2 % (14.ª)         | 7,7 % (15.ª)         | 9,0 %                |
| 25 | 6 de abril de 2019    | Si te permiten amar de nuevo (허락된다면 사랑을 다시 한번)                       | 8,0 % (14.ª)         | 7,6 % (15.ª)         | 7,8 %                |
| 26 | 6 de abril de 2019    | Si te permiten amar de nuevo (허락된다면 사랑을 다시 한번)                       | 9,7 % (6.ª)          | 9,0 % (7.ª)          | 9,9 %                |
| 27 | 6 de abril de 2019    | Hola, gracias por eso (안녕, 그동안 고마웠어요)                                  | 8,2 % (12.ª)         | 8,0 % (10.ª)         | 8,3 %                |
| 28 | 6 de abril de 2019    | Hola, gracias por eso (안녕, 그동안 고마웠어요)                                  | 8,5 % (8.ª)          | 8,3 % (9.ª)          | 8,4 %                |
| 29 | 13 de abril de 2019   | Quiero deshacerme de mi ansiedad (나의 불안을 떨쳐주세요)                        | 7,5 % (15.ª)         | 6,8 % (15.ª)         | ND                   |
| 30 | 13 de abril de 2019   | Quiero deshacerme de mi ansiedad (나의 불안을 떨쳐주세요)                        | 9,0 % (6.ª)          | 8,3 % (8.ª)          | ND                   |
| 31 | 13 de abril de 2019   | Un amor que no puedo tener (이루어 질 수 없는 사랑)                              | 7,8 % (9.ª)          | 7,0 % (14.ª)         | ND                   |
| 32 | 13 de abril de 2019   | Un amor que no puedo tener (이루어 질 수 없는 사랑)                              | 7,8 % (9.ª)          | 7,1 % (12.ª)         | ND                   |
| 33 | 20 de abril de 2019   | No cedas ante la adversidad (역경에 굴하지 않는다)                               | 6,6 % (18.ª)         | ND                   | 8,2 %                |
| 34 | 20 de abril de 2019   | No cedas ante la adversidad (역경에 굴하지 않는다)                               | 9,0 % (7.ª)          | 8,6 % (7.ª)          | 10,3 %               |
| 35 | 20 de abril de 2019   | Te lo diré (당신에게 소식을 전합니다)                                            | 7,9 % (11.ª)         | 7,0 % (14.ª)         | 8,7 %                |
| 36 | 20 de abril de 2019   | Te lo diré (당신에게 소식을 전합니다)                                            | 8,6 % (8.ª)          | 7,7 % (11.ª)         | 8,7 %                |
| 37 | 27 de abril de 2019   | Nada cambiará incluso si muero (죽어도 변함이 없습니다)                          | 9.3 % (7.ª)          | 9.3 % (7.ª)          | 9.4 %                |
| 38 | 27 de abril de 2019   | Nada cambiará incluso si muero (죽어도 변함이 없습니다)                          | 10,7 % (5.ª)         | 10,2 % (5.ª)         | 11,2 %               |
| 39 | 27 de abril de 2019   | Incluso cuando estás triste, te amo (당신이 슬플 때에도, 나는 당신을 사랑합니다) | 10,1 % (6.ª)         | 9,3 % (7.ª)          | 10,6 %               |
| 40 | 27 de abril de 2019   | Incluso cuando estás triste, te amo (당신이 슬플 때에도, 나는 당신을 사랑합니다) | 10,8 % (3.ª)         | 10,3 % (3.ª)         | 11,4 %               |
| Promedio | Promedio              | Promedio                                                                         | 9,71 %               | —                    | —                    |
| - En la tabla superior, los números azules representan las calificaciones más bajas y los números rojos representan las más altas. - 'ND' señala que no se dispone del dato para la fecha correspondiente. |                       |                                                                                  |                      |                      |                      |